# Vibrandsøy
Vibrandsøy  est une île de la commune de Haugesund, dans le comté de Rogaland en Norvège, dans la mer du Nord.

## Description
L'île de 0,3 km2 se trouve à l'ouest de l'île densément bâtie de Hasseløy et au nord-ouest de l'île de Risøy dans la ville de Haugesund. L'île est maintenant utilisée comme zone de loisirs. L'île faisait partie de la municipalité de Torvastad jusqu'en 1965 et est la seule partie de l'ancienne municipalité qui n'a pas été incorporée à Karmøy. En tant que telle, l'île est la partie la plus récente de la municipalité de Haugesund.

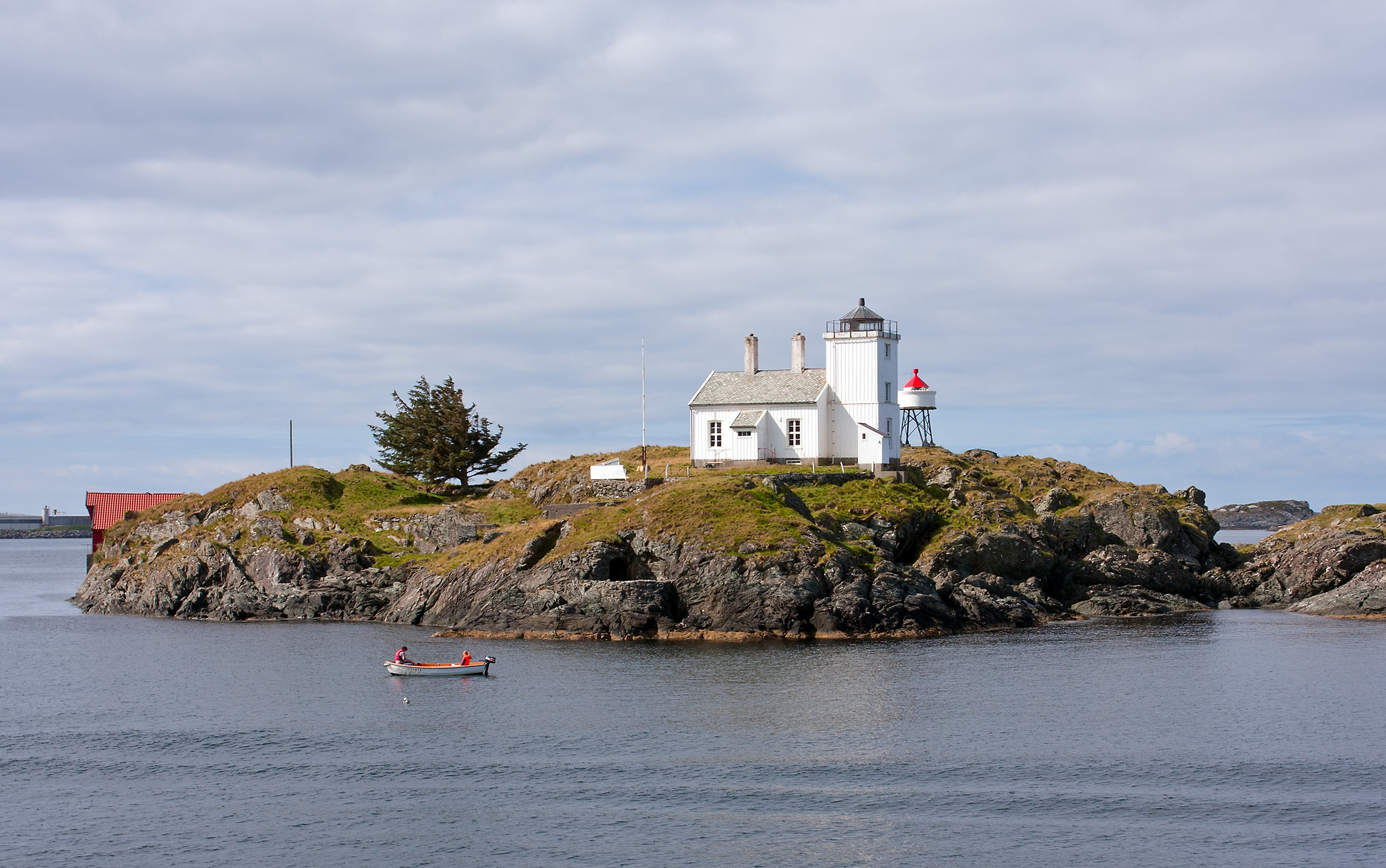
Phare de Sørhaugøy.

Le groupe d'îles de Vibrandsøy comprend les petites îles voisines de Gardsøy, Sørhaugøy et Varøy au nord, et Trollholmen au sud-ouest. Ces îles sont reliées entre elles par des petits ponts, mais les îles n'ont aucune connexion terrestre avec le continent.
Le phare de Sørhaugøy se situe la petite île de Sørhaugøy. Le phare ancien est classé patrimoine culturel par le Norwegian Directorate for Cultural Heritage (en) depuis 1998.